# Подгорци
Подгорци или Подгорани, сопствени назив Нашинци, јужнословенска су муслиманска етнорелигијска група која насељава историјску регију Подгора. Представљају једну од три групе исламизованих Словена јужне Метохије, уз Горанце и Средчане. Процјењује се да има око 3.000 Подгораца.
Као подетничку групу, Подгорце одликују сљедеће карактеристике: одређен компактан ареал, посебна културна и свакодневне обиљежја, свијест о етничкој особености и свијет о различитости од других етничких група, присуство јединственог личног назива.
Најважније одлике Подгораца (заједно са сродним Горанцима и Средчанима) јесу словенска лингвистичка припадност и однос према муслиманској конфесији. По језику се разликују од Албанаца муслимана који живе поред њих, а по религији од Срба православаца.
За разлику од Горанаца и Средчана, Подгoрци, који су окружени Албанцима, најмање су отпорни на албанизацију и брзо губе своју самобитност.

## Ареал и бројност
Подгорани представљају старосједелачко словенско-муслиманско становништво Косова и Метохије, као и Горанци и Средчани. Насупрот томе, остатак словенско-муслиманских група у регији су потомци становништва које је углавном послије Другог свјетског рата мигрирало у сјеверне и средишње крајеве Косова из Црне Горе и дијелом из српског дијела Санџака. Главни ареал Подгорана је област Подгора (Срби ову област још називају Подгор), која се налази недалеко од Призрена на периферији Призренско-метохијске котлине.
Подгорци су у почетку живјели у три села сјевероисточно од Призрена: Скоробиште, Грнчаре и Ново Село. Од 1980-их, дио Подгораца се преселио у село Љубижда. Након протјеривања Срба православаца 1999, Подгорци су постали скоро трећина становника Љубижда. Дио Подгораца живи у Призрену, дио је одселио у ужу Србију, а дио се преселио у западноевропске земље. За разлику од Горанаца и Средчана, одлив словенско-муслиманског становништва из Подгоре у различитим периодима био је незнатан.

## Историја образовања
У образовању подгорског подетноса учествовале су три компоненте — потомци мјесног српског православног становништва и два таласа досељеника — један из Горе, а други из Средске.
Исламизација мјесног становништва на Косову и Метохији почела је укључивањем овог краја у османску државу средином 15. вијека. Становништво Подгоре је било потпуно исламизовано. Процес исламизације је био дуг, а постоје докази да су групе хришћана остале у Подгори све до средине 18. вијека.

## Етничка самосвјест
Као и у случају Горанаца и Средчана, не постоји консензус о етничком статусу Подгораца. И сами представници Подгораца, као и истраживачи јужнословенских муслиманских група југозапада Косова и Метохије износе најразличитија гледишта по овом питању. С једне стране, Подгорци се називају подетничком групом са израженом самобитности, која је дио одређеног националног корпуса са већим бројем становника (у саставу српског, бошњачког, македонског или бугарског националног корпуса), док се с друге стране могу сврстати у посебан етнички ентитет, често заједно са Горанцима и Средчанима.
Особена карактеристика Подгораца — припадност исламу и очуваност словенских говора — издвајају их од главних етноса Косова и Метохије, с којима живе у сусједству — од муслиманских Албанаца и православних Срба. С тим у вези, жеља да се идентификују са великом етничком заједницом изражава се међу Подгорцима у прихватању не албанског или српског, него бошњачког идентитета. Бошњаци су Подгорцима блиски и по језичког и религиозној припадности. Сличне тенденције су типичне и за Горанце и Средчане. Након званичног признања Муслимана као посебне етничке групе у Југославији 1963, већина муслиманских Словена на југозападу Косова и Метохије почела је да се идентификује са овим народом. Муслимани су 1990-их промијенили назив, почели су се називати Бошњацима, а послије словенских муслимана Босне и Херцеговине, нови етноним је почео да се прихвата и на Косову и Метохији. Нпр. то се одразило и на резултате пописа становништва на Косову и Метохији 2011. које су спровеле Привремене институције самоуправе, према којима се већина Подгораца изјаснила као Бошњаци. Истовремено, муслимански Словени Косова и Метохије истичу своје разлике од осталих Бошњака, истичујући да припадају посебној „заједници косовских Бошњака” са својим језиком и културом.

## Језик
Једна од упечатљивих карактеристика Подгораца као подетноса је њихов дијалекат који се знатно разликује од дијалеката других јужнословенских група Шар-планине, како хришћана тако и муслимана. Главне карактеристике подгорског дијалекта везују се за њихово поријекло из мјешавине генетски различитих дијалекатских типова — западномакедонског (појавио се након пресељење говорника горанског говора) и призренско-јужноморавског (метохијски српски етнојезички супстрат). Постоји јасна разлика између говора Словена муслимана и говора подгорских Срба православаца, повезана како са особеностима образовања Подгораца муслимана, тако и са одсуством било каквих контаката између Словена различитих конфесија у тој регији. Свој говор мјесно становништво назива „нашенски”, док се ријетко користи назив „подгорски”. Настава у школама се одвија углавном на албанском језику, док је само у селу Љубижда 50 ученика 2012. похађало наставу на бошњачком језику. Усмена, првенствено фолклорна, дјела Подгораца, разлику од фолклора Горанаца и Средчана, никада нису публикована.

## Фолклор
- У Подгори постоји фолклорни ансамбл „Подгорски бисери”.